# Beaulieu (Isère)
Beaulieu település Franciaországban, Isère megyében. Lakosainak száma 630 fő (2022. január 1.). Beaulieu Saint-Vérand, Têche, Vinay, Cognin-les-Gorges és Izeron községekkel határos.

## Népesség
A település népességének változása:
| Lakosok száma | 372  | 432  | 450  | 601  | 628  | 623  | 638  | 635  | 633  | 630  |
|               | 1968 | 1982 | 1990 | 2006 | 2013 | 2015 | 2017 | 2019 | 2020 | 2022 |